# Air Force One

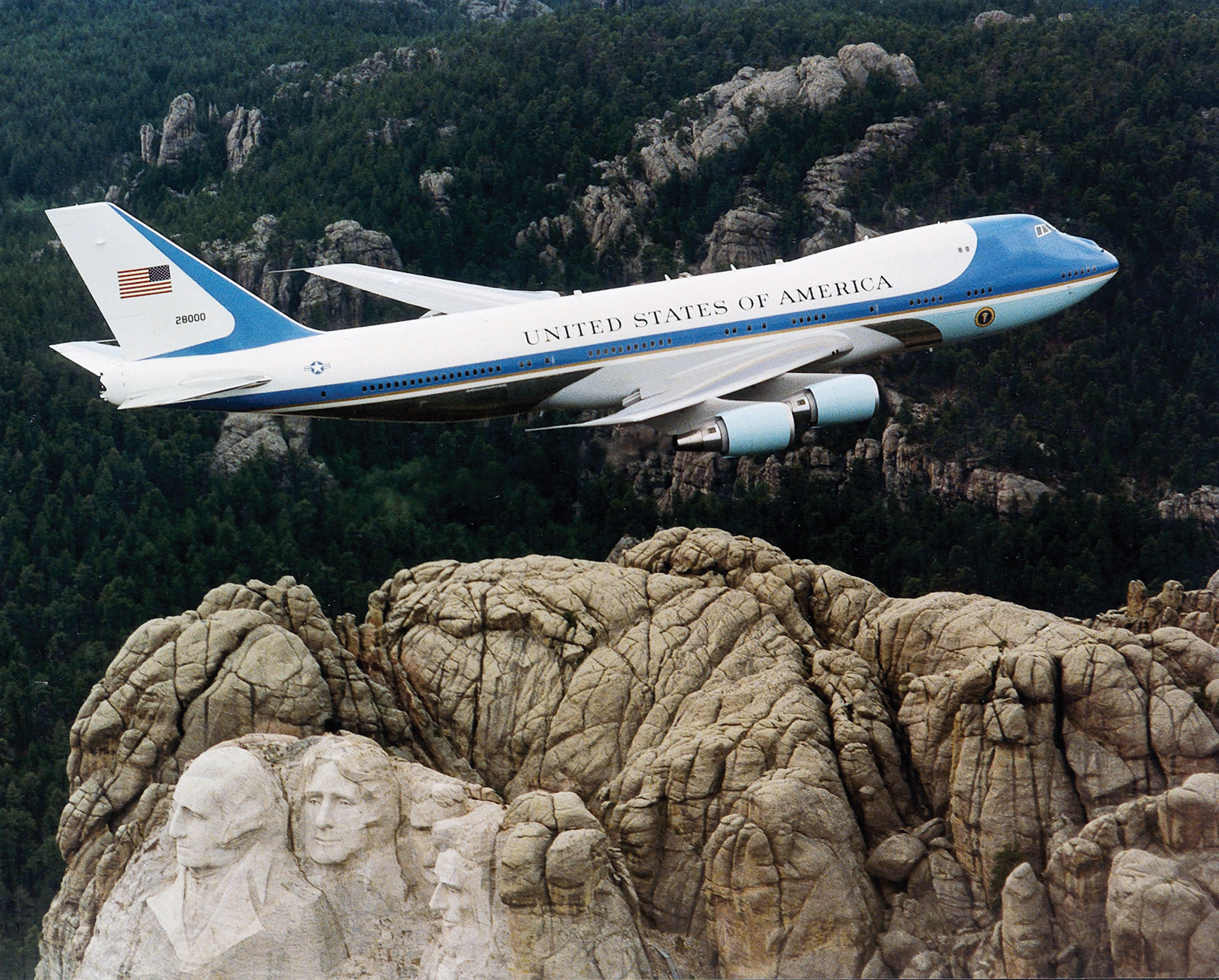
SAM 28000, один з двох VC-25, над горами Рашмор

Air Force One (укр. Борт номер один) — позивний будь-якого літака ПС США, на борту якого перебуває президент США. Неофіційно цей термін часто використовується незалежно від перебування президента відносно літаків президентського флоту, який із 1990 року складається з двох спеціально обладнаних літаків Boeing-747-200B (військове позначення VC-25A) — борти 28000 і 29000.
Якщо аеропорт призначення не може прийняти такий великий літак, як VC-25A, то як Air Force One використовують Boeing C-32. Літальний апарат ПС, що перевозить віцепрезидента США, отримує позивний «Air Force Two».

## Історія
11 жовтня 1910 року Теодор Рузвельт став першим американським президентом, що літав на літаку, здійснивши політ із братами Райт у районі Кінлок Філд (біля Сент-Луїса, штат Міссурі). Хоча він вже був нечинним президентом (його змінив Вільям Тафт) це був перший політ «борту Номер Один».
До Другої світової війни закордонні та внутрішні поїздки відбувались нечасто через відсутність ефективного зв'язку і транспорту і тривали довго. Президент зрідка відривався від справ і від'їжджав з Вашингтона. Але ситуація потроху змінювалась з появою літаків типу Douglas DC-3. Цей літак був безпечніший, мав нові засоби навігації. Його використовували для перевезень пасажирів і вантажів. Американські страхові компанії почали страхувати пасажирів. Все більше чиновників і бізнесменів пересідало з потягів на літаки.
Франклін Д. Рузвельт був першим президентом, який почав літати на літаку постійно. Під час Другої світової війни Рузвельт подорожував літаками Dixie Clipper і Boeing 314, це були літаючі човни. 1943 року для прибуття на конференцію в Касабланці, в Марокко, він здійснив політ із двома проміжними посадками довжиною 8850 км. Через загрозу німецьких підводних човнів такий спосіб виявився надійнішим.
Перший президентський літак зробили на базі транспортного C-87A. Цей літак із бортовим номером 41-24159 модернізували 1943 року, він використовувався для міжнародних перельотів. Передбачалася його використовувати як основний літак, по суті це був перший літак «борт Номер Один». Але після оцінки характеристик літака секретна служба почала використовувати його як резервний або борт номер два. 1944 року Елеонора Рузвельт використовувала його в турне країнами Латинської Америки. Секретна служба згодом модернізувала Дуглас C-54 Skymaster у президентський борт. Цей літак VC-54C, на прізвисько «священна корова», мав спальню, радіотелефон, і ліфт для інвалідного крісла Рузвельта. Але Рузвельт використав літак тільки раз для поїздки на Ялтинську конференцію в лютому 1945 року.
Після смерті Рузвельта навесні 1945 року президентом став віцепрезидент Гаррі Трумен. 1947 року Трумен на борту VC-54C підписав «Закон про національну безпеку від 1947 року». Але потім він замінив VC-54C 1947 року на літак C-118 Liftmaster, назвавши його Independence (Незалежність) на честь свого рідного міста в Міссурі. Це був перший літак із зображенням на носі білоголового орлана — символу США.
Президентські позивні створили для безпеки при адміністрації Дуайта Ейзенхауера. Зміни обумовлені інцидентом 1953 року: рейс компанії Eastern Airlines мав позивний 8610, такий же як і борт президента (ВПС 8610). Літак випадково увійшов до того ж повітряного простору і після інциденту з'явився унікальний позивний «Air Force One».
Ейзенхауер також надав два гвинтові літаки Lockheed C-121 Constellations (VC-121E) для охорони та помічників. Ці літаки дружина Ейзенхауера назвала Коломбіна II та III на честь рослини Aquilegia caerulea, яка англійською називається Колумбіна і є символом штату Колорадо, в якому вона провела дитячі роки.
Він також додав до флоту два невеликі літаки Aero Commanders для польотів на невеликі відстані, які теж були Air Force One або міні Air Force One. Президент Ейзенхауер також оновив технологічну начинку Air Force One, додавши зв'язок «повітря-земля» і телетайп. До кінця терміну Ейзенхауера 1958 року ВПС додав три Boeing 707 (VC-137s). Ейзенхауер став першим президентом, який використовував літак під час турне «політ до миру», з 3 по 22 грудня 1959 року. Він відвідав 11 азійських країн, пролетівши 35000 км за 19 днів.

## Boeing 707
У жовтні 1962 року адміністрація Джона Кеннеді придбала C-137 Stratoliner — Боїнг 707, але змінений для польотів на великі відстані. До цього його використовував президент Ейзенхауер для поїздок до Канади, Франції, Австрії і Сполученого Королівства. ВПС використовувала спеціальний дизайн, символіку і забарвлення. Але вона виявилася занадто яскравою, тому Президент Кеннеді за порадою дружини Жаклін зв'язався з промисловим дизайнером французького походження Раймондом Луї та попросив допомоги в розробці дизайну президентського літака. Луї довго був в архівах, вивчаючи старі записи. Його ідеєю було використати для написів шрифт «Декларації незалежності» і поставити на бортах літака президентський герб. Боїнг-707 SAM 27000 як Air Force One слугував від президента Ніксона до Джорджа Буша, і був основним транспортом для Ніксона і Рейгана.

## Boeing 747
За правління Рональда Рейгана парк президентських літаків мало змінився, але за його урядування почалось виробництво президентської версії 747. ВПС США 1985 року опублікувало запит на літаки з такими вимогами: широкофюзеляжний, не менше трьох двигунів, і політ без дозаправки до 6000 миль (9 656 км). Boeing зі своєю моделлю 747 і McDonnell Douglas зі своїм DC-10 виставили свої пропозиції. Вибрали 747, інтер'єри створювала перша леді Ненсі Рейган у стилі Південного Заходу США. Перший літак доставили 1990 року за правління Джорджа Буша-старшого. Затримку спричинило додавання захисту літаків від електромагнітного імпульсу (ЕМІ).
VC-25 оснащений захищеними й незахищеними телефонними та комп'ютерними системами зв'язку. Президентський повітряний флот підпорядкований 89-му авіакрилу на авіабазі Ендрюс, штат Мериленд.
VC-25 збираються замінити через їхню неекономічність. 7 січня 2009 року ВПС США оголосила нові вимоги на заміну літака, передбачуваний рік заміни 2017.

## Список пілотів президентських літаків
| Пілот                          | Президент           | Період пілотування           |
| ------------------------------ | ------------------- | ---------------------------- |
| Підполковник Генрі Т. Маєрс    | Франклін Рузвельт   | червень 1944-квітень 1945    |
| Підполковник Генрі Т. Маєрс    | Гаррі Трумен        | квітень 1945-січень 1948     |
| Полковник Францис Вільямс      | Гаррі Трумен        | січень 1948-січень 1953      |
| Полковник Вільям Г. Дрейпер    | Дуайт Ейзенхауер    | січень 1953-січень 1961      |
| Полковник Джеймс Свіндал       | Джон Ф. Кенеді      | січень 1961-листопад 1963    |
| Полковник Джеймс Свіндал       | Ліндон Джонсон      | листопад 1963-липень 1965    |
| Полковник Джеймс В. Хрест      | Ліндон Джонсон      | липень 1965-травень 1968     |
| Підполковник Пол Торхнілл      | Ліндон Джонсон      | травень 1968-січень 1969     |
| Полковник Ральф Д. Альбертаззи | Річард Ніксон       | січень 1969-серпень 1974     |
| Полковник Лестер Маккеланд     | Джеральд Форд       | серпень 1974-січень 1977     |
| Полковник Лестер Маккеланд     | Джиммі Картер       | січень 1977-квітень 1980     |
| Полковник Роберт Ріддік        | Джиммі Картер       | квітень 1980-січень 1981     |
| Полковник Роберт Ріддік        | Рональд Рейган      | січень 1981-січень 1989      |
| Полковник Роберт Барр          | Джордж Буш-старший  | січень 1989-січень 1993      |
| Полковник Роберт Барр          | Білл Клінтон        | січень 1993-січень 1997      |
| Полковник Марк С. Доннеллі     | Білл Клінтон        | січень 1997-січень 2001 року |
| Полковник Марк С. Доннеллі     | Джордж Буш молодший | січень 2001-червень 2001     |
| Полковник Марк У. Тільман      | Джордж Буш молодший | червень 2001-січень 2009     |
| Полковник Скотт Тернер         | Барак Обама         | січень 2009-                 |